# 2627 Чурюмов
2627 Чурюмов (2627 Churyumov) — астероїд головного поясу, відкритий 8 серпня 1978 року.
Тіссеранів параметр щодо Юпітера — 3,195.